# لواء الحق (إدلب)
لواء الحق هي جماعة نشطة خلال الحرب الأهلية السورية.
ردًا على التقارير التي وردت عن تدخل روسي، نشر قائد لواء الحق أبو عبد الله تفتناز تغريدة مخاطبًا «الروس الكفرة»، ومهددًا ب«ذبحهم مثل الخنازير».